# São José da Lapa
São José da Lapa es un municipio brasileño del estado de Minas Gerais. Su población estimada en 2018 es de 16 277 habitantes, según el Instituto Brasileño de Geografía y Estadística (IBGE). Integra la región metropolitana de Belo Horizonte.

## Historia y toponimia
El municipio surgió con la fundación de un pueblo a finales del siglo XIX, cuando Joaquim de Souza Menezes, considerado el fundador, casado con María Joaquina da Conceição, hija de Manoel Dias da Cunha, el primer propietario de las tierras. En la misma época se construyó una pequeña capilla en el actual centro de la ciudad. Gradualmente, se vendieron pequeños terrenos, cerca de la capilla, dando origen al pueblo. El nombre de São José da Lapa surgió en razón de una figura parecida a la imagen de San José formada por las aguas que escurría del paredón de una cantera y fue oficializado el 22 de julio de 1953. El distrito fue creado en 1976, subordinado al municipio de Vespasiano, obteniendo la autonomía como municipio en 1992.

## Clima
Según la clasificación climática de Köppen, el municipio se encuentra en el clima tropical seco Aw.